# Aethrodiscus
Aethrodiscus là một chi nhện trong họ Araneidae.